# Derrick Rostagno
Derrick Rostagno (Hollywood, 25 ottobre 1965) è un ex tennista e avvocato statunitense, di famiglia italiana.

## Biografia
Amante del tennis serve & volley, prediligeva le superfici veloci mentre meno bene si adattava alla terra battuta
Diventato professionista nel 1984, due anni dopo ottiene i primi quarti di finale nel circuito maggiore, a Los Angeles e Tokyo. La successiva semifinale a Houston lo porta al n. 70 del mondo. Nel 1987 è in semifinale ad Auckland e Francoforte, al 4t agli Australian Open, nei quarti di finale a Key Biscayne e Orlando e al 3t a Cincinnati, chiudendo la stagione al 60 ATP.
Nel 1988 raggiunge il 3t a Tokyo, la semifinale sull'erba di Bristol mentre a Wimbledon perde al 3t da Jimmy Connors. Gioca molto bene sul cemento americano con la semifinale a Washington, i quarti a Indianapolis, il 3t a Toronto e soprattutto i quarti di finale agli Us Open, suo miglior risultato in uno Slam, dove elimina tra gli altri, Tim Mayotte e Ronald Agenor, cedendo nettamente al n.1 del mondo, Ivan Lendl. A fine anno i quarti a Scottsdale e la vittoria del challenger di Copenhaghen, gli fruttano l'ingresso in top40.
Il 1989 è un anno invece negativo. È protagonista di un memorabile incontro contro Boris Becker al secondo turno degli US Open nel quale il tedesco, grazie a un nastro provvidenziale sul match point per Rostagno, finisce per vincere l'incontro e successivamente anche il torneo. Risultati da segnalare sono la semifinale al Queen's, i quarti a Bristol e San Francisco ed il 3t a Stratton Mountain. Scende al n. 89 del mondo.
Nel 1990 ottiene poco nella prima parte di stagione. Scaduti, senza confermarli, i punti del Queen's e di Bristol, arriva a Wimbledon da 129 ATP e sorteggiato subito contro John McEnroe. A sorpresa Rostagno si impone in 3 set, uscendo poi al 3t contro Ivanisevic. Sul cemento americano torna a scalare il ranking con i quarti a Washington, il 3t a Toronto e la vittoria nel prestigioso torneo di New Haven, unico titolo in carriera, dove batte in finale Todd Woodbridge. Agli Us Open ci arriva col best ranking uguagliato di 38 ATP ma perde al 2t per 7-6 al quinto contro la rivelazione azzurra Cristiano Caratti. 
Il 1991 è la sua miglior stagione per continuità. Inizia con le semifinali a Sydney e a Memphis, il 3t a Indian Wells e i quarti a Key Biscayne. Ad Orlando batte al 1t Connors ed in semifinale Pete Sampras, perdendo in finale da Andre Agassi. A Wimbledon supera di nuovo Sampras e Connors ma perde l'occasione di tornare nei quarti di uno Slam cedendo 6-3 al quinto da Thierry Champion (da notare che da quando Sampras è diventato un top player con la vittoria agli Us Open '90 ha poi perso solo 5 partite a Wimbledon: da Rostagno nel '91, Ivanisevic nel '92, Krajicek nel '96, Federer nel 2001 e Bastl nel 2002). La stagione prosegue comunque bene con i quarti a Montreal e Cincinnati, la semifinale a New Haven ed il 4t agli Us Open, dove è Michael Stich a fermarlo. Un altro gran torneo lo disputa a Tokyo Indoor, incontrando in serie 3 dei primi 4 giocatori del mondo: batte Becker 7-6 4-6 6-3 e Lendl 7-6 6-2 e perde da Edberg 6-3 1-6 6-2, chiudendo l'anno al n. 13 del mondo.
Dal 1992 in poi accusa un calo di rendimento, frenato anche da qualche infortunio. Raggiunge la semifinale a San Francisco e Washington, e il 3t a Indian Wells, Wimbledon e Parigi Bercy, scendendo così al n. 75. Nel 1993 raggiunge una bella semifinale a Filadelfia, sconfiggendo al 1t il n. 1 del mondo Jim Courier, i quarti a Scottsdale e Charlotte, il 3t al Roland Garros, suo miglior risultato sulla terra battuta, e Wimbledon. Vince poco nei 'suoi' tornei americani sul cemento e a causa dei continui guai fisici si ferma dopo gli Us Open.
Torna in pista nel 1995 dove, grazie alla nuova regola del ranking protetto, può ripartire dagli ATP. Ben figura sull'erba, raggiungendo i quarti di finale al Queen's, il 3t a Wimbledon e la semifinale a Newport. Grazie ad altri buoni risultati nei challenger risale fino al n. 111 ATP. Sono gli ultimi fuochi in quanto nel 1996 vince solo 2 partite, l'ultima a Wimbledon contro il belga Van Herck, perdendo in 3 set dal futuro vincitore del torneo Richard Krajicek. Il successivo torneo di Newport è il suo ultimo giocato. Si ritira poco dopo definitivamente dal tennis.
Sebbene nella sua carriera non abbia mai ottenuto risultati altisonanti, Rostagno è ricordato principalmente in quanto diversi tennisti di altissimo profilo, giudicati tra i migliori di sempre, hanno uno score di gran lunga deludente (se non addirittura negativo) contro di lui (per la qual cosa egli si è guadagnato l'appellativo di "killer dei giganti"). Rostagno può infatti vantare di avere questi tre testa a testa vincenti:
- 3-2 contro John McEnroe
- 2–1 contro Pete Sampras
- 1–0 contro Yannick Noah

un testa a testa in parità:
- 1–1 contro Mats Wilander

e quattro testa a testa leggermente negativi contro:
- 2–3 contro Jimmy Connors
- 2–3 contro Ivan Lendl
- 1–2 contro Boris Becker
- 3–6 contro Jim Courier

Portato fin da piccolo per gli studi, dopo il ritiro ha conseguito due lauree, la prima in economia alla Stanford University, la seconda in legge presso la Loyola Law School: è quindi diventato avvocato, professione che esercita a Los Angeles.

## Statistiche

### Singolare

#### Titoli (1)
| Legenda singolare                                           |
| Grande Slam (0)                                             |
| ATP World Tour Championships / Grand Slam Cup (0)           |
| ATP Super 9 / Masters Series (0)                            |
| ATP Championship Series / ATP International Series Gold (1) |
| ATP World Series / ATP International Series (0)             |

| Numero | Data           | Torneo                             | Superficie | Avversario in finale | Punteggio |
| 1.     | 20 agosto 1990 | ATP Volvo International, New Haven | Cemento    | Todd Woodbridge      | 6–3, 6–3  |

#### Finali perse (2)
| Legenda singolare                                           |
| Grande Slam (0)                                             |
| ATP World Tour Championships / Grand Slam Cup (0)           |
| ATP Super 9 / Masters Series (0)                            |
| ATP Championship Series / ATP International Series Gold (1) |
| ATP World Series / ATP International Series (1)             |

| Numero | Data            | Torneo                            | Superficie  | Avversario in finale | Punteggio     |
| 1.     | 7 aprile 1991   | Verizon Tennis Challenge, Orlando | Terra rossa | Andre Agassi         | 2-6, 6–1, 3–6 |
| 2.     | 14 ottobre 1991 | Tokyo Indoor, Tokyo               | Carpet      | Stefan Edberg        | 3–6, 6–1, 2–6 |

### Doppio

#### Titoli (1)
| Legenda singolare                                           |
| Grande Slam (0)                                             |
| ATP World Tour Championships / Grand Slam Cup (0)           |
| ATP Super 9 / Masters Series (0)                            |
| ATP Championship Series / ATP International Series Gold (1) |
| ATP World Series / ATP International Series (0)             |

| Numero | Data          | Torneo            | Superficie | Compagno    | Avversari in finale      | Punteggio |
| 1.     | 9 maggio 1993 | Tampa Open, Tampa | Sintetico  | Todd Martin | Kelly Jones Jared Palmer | 6–3, 6–4  |